# Грек, Василий Алексеевич
Василий Алексеевич Грек (1931 год, Миллерово, Ростовская область, РСФСР) — советский партийный и государственный, председатель Амурского областного исполнительного комитета (1971—1984).

## Биография
Член КПСС с 1958 года.
По окончании семилетней средней школы поступил в Новочеркасский геологоразведочный техникум. Затем окончил Дальневосточный политехнический институт имени В.В. Куйбышева, после окончания которого работал мастером строительного треста № 8 в городе Владивостоке.
Член КПСС с 1958 г. Являлся инструктором промышленно-транспортного отдела Владивостокского городского комитета КПСС, затем — заместителем заведующего отделом, заведующим отделом строительства Владивостокского городского комитета КПСС.
В 1962—1966 гг. — первый секретарь Первореченского районного комитета КПСС города Владивостока. Избирался членом Приморского краевого комитета КПСС, членом бюро Владивостокского городского комитета КПСС, депутатом Владивостокского городского Совета и членом исполкома Первореченского районного Совета депутатов трудящихся.
В 1966—1971 гг. — секретарь Амурского областного комитета КПСС, депутат Амурского областного Совета депутатов трудящихся.
В 1971—1984 гг. — председатель исполнительного комитета Амурского областного Совета депутатов трудящихся.
Избирался депутатом Верховного Совета РСФСР 8-го, 9-го, 10-го созыва.

## Награды и звания
Был награждён орденами «Знак Почёта», «Трудового Красного Знамени», медалью «За доблестный труд в ознаменование 100-летия со дня рождения В. И. Ленина».